# Criquetot-sur-Longueville
Criquetot-sur-Longueville ist eine französische Gemeinde mit 219 Einwohnern (Stand 1. Januar 2022) im Département Seine-Maritime in der Region Normandie (vor 2016 Haute-Normandie). Sie gehört zum Arrondissement Dieppe und zum Kanton Luneray (bis 2015 Kanton Longueville-sur-Scie). Die Einwohner werden Criquetotais genannt.

## Geographie
Criquetot-sur-Longueville liegt im Pays de Caux etwa 17 Kilometer südlich von Dieppe.
Nachbargemeinden von Criquetot-sur-Longueville sind Lintot-les-Bois im Norden, Dénestanville im Nordosten, Longueville-sur-Scie im Osten und Nordosten, Saint-Crespin im Osten, Gonneville-sur-Scie im Süden, Belmesnil im Südwesten sowie Omonville im Westen und Nordwesten.
Durch die Gemeinde führt die Route nationale 27.

## Bevölkerungsentwicklung
| Jahr                      | 1962 | 1968 | 1975 | 1982 | 1990 | 1999 | 2006 | 2013 |
| Einwohner                 | 150  | 160  | 137  | 163  | 153  | 159  | 160  | 204  |
| Quelle: Cassini und INSEE |      |      |      |      |      |      |      |      |

## Sehenswürdigkeiten
- Kirche Saint-Julien aus dem 12. Jahrhundert

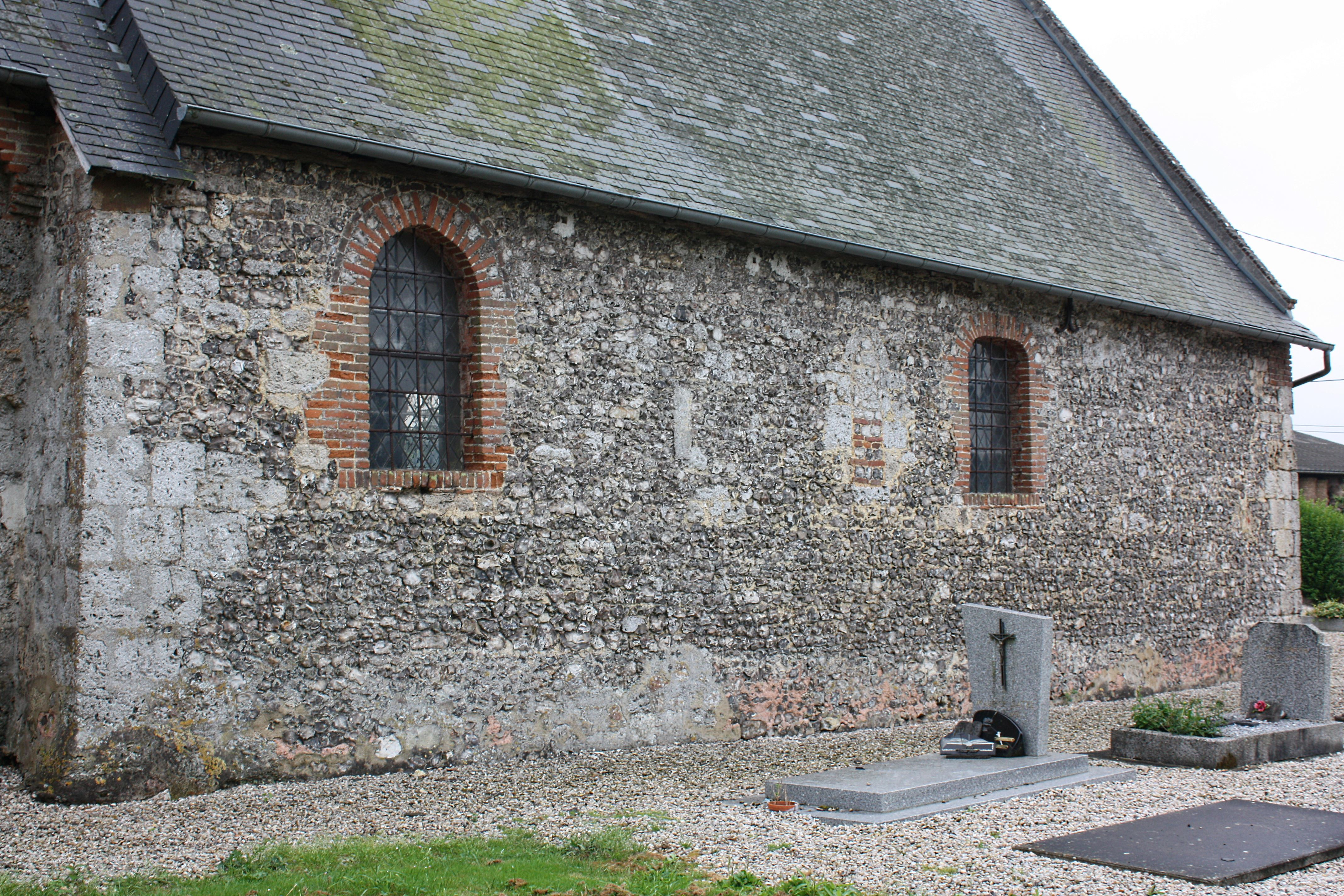
Kirche Saint-Julien